# 363

## Úmrtí
- 26. června – Julianus, římský císař (* 17. listopadu 331)

## Hlavy států
- Papež – Liberius (352–366)
- Římská říše – Iulianus Apostata (361–363) » Iovianus (363–364)
- Perská říše – Šápúr II. (309–379)